# Royal Crown Derby

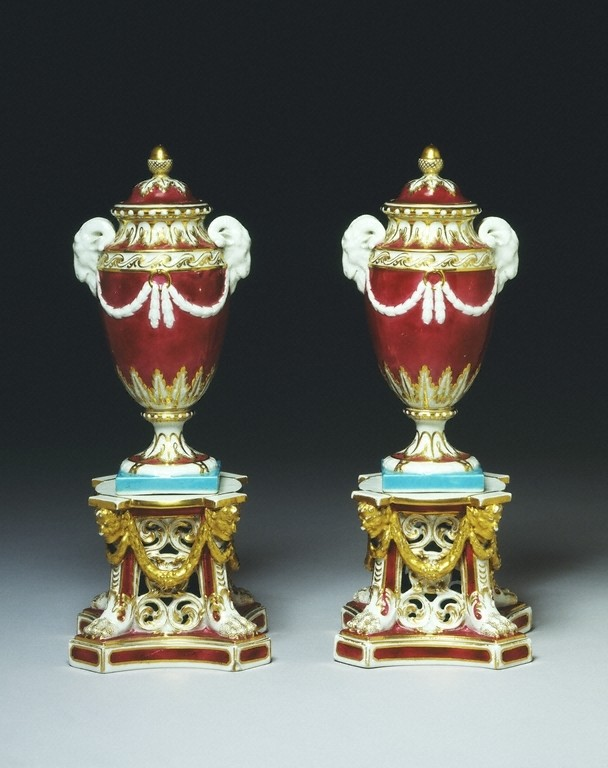
Coppia di vasi, 1772-1774, fabbrica di porcellana di Derby (V&A Museum no. 485-1875)

La Royal Crown Derby Porcelain Company è una manifattura di porcellana  con sede a Derby, in Inghilterra. L'azienda, particolarmente rinomata per le sue bone china di alta qualità, produce servizi da tavola ed oggettistica circa dal 1750.

## Storia

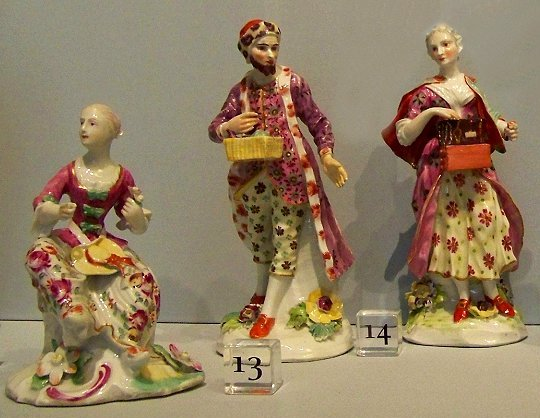
Tre figurini del 1758, oggi nel Detroit Institute of Arts

Nel 1745 André Planché, un ugonotto immigrato dalla Sassonia, si stabilì a Derby, e lì tra il 1747 e il 1755 si diede alla creazione di vasi porcellana a pasta molle e figurine. All'inizio del 1756 strinse un accordo commerciale con William Duesbury (1725 - 1786), in precedenza pittore di porcellana presso la fabbrica di Chelsea e Longton Hall, e il banchiere John Heath. Questa è l'origine della manifattura a Derby, anche se esisteva già uno stabilimento di produzione presso Cockpit Hill, appena fuori dalla città, come si vede da cremiera del 1750, oggi proprietà del Victoria and Albert Museum. Planche scomparve dalla scena quasi subito, e l'attività venne sviluppata da Duesbury e Heath prima, e più tardi da Duesbury solo.
Imprenditore di talento, Duesbury sviluppò una nuova pasta che conteneva vetro poroso e ossa calcinate: ciò permise alla fabbrica di iniziare a produrre vasellame di alta qualità e questo  rapidamente affermò Derby come leader nella produzione di servizi da tavola e figurini, giacché vennero impiegati i migliori talenti disponibili per la modellazione e la pittura. Dipinti di persone e figure erano di Richard Askew, particolarmente abile nel dipinto amorini, e James Banford, mentre Zacariah Boreman e John Brewer dipingevano paesaggi, nature morte, e pastorali. Intricati motivi floreali erano ideati e dipinti da William Billingsley.
Nel 1770 Duesbury aumentato ulteriormente la già elevata reputazione acquistando la famosa fabbrica di porcellana di Chelsea a Londra: questa continuò a lavorare nel sito originario fino al 1784 (i prodotti di questo periodo sono conosciute come "Chelsea-Derby"), quando vennero demolite le costruzioni e trasferite le maestranze, oltreché i fondi di magazzino, i modelli e gli  stampi, a Derby. Ancora una volta, nel 1776, acquisì i resti di una prestigiosa ex fabbrica di porcellana, quella di Bow, dalla quale trasferì ciò che poteva essergli utile a Derby
Nel 1773 il duro lavoro di Duesbury fu ricompensato da Re Giorgio III, che dopo aver visitato Derby gli concesse il permesso di incorporare la corona reale nel marchio di stampo: in seguito a questo la fabbrica divenne nota come Crown Derby.
Nel 1786 William Duesbury morì, lasciando l'azienda al figlio William Duesbury II, un direttore di talento che oltre a mantenere alta la reputazione della fabbrica, sviluppò una serie di nuovi smalti ed oggetti.

## Michael Kean
William Duesbury II non visse abbastanza a lungo per realizzare quella promessa che pareva essere: morì nel 1797 all'età di 34 e la società fu rilevata dal suo socio in affari, un irlandese di nome Michael Kean, che in seguito ne sposò la vedova. Kean non sembra aver goduto di buone relazioni con il personale altamente qualificato, tant'è che molti importanti artisti se ne andarono, ma comunque quelli rimasti continuarono a produrre dei buoni oggetti, tra cui Mosè Webster, un pittore floreale per sostituire Billingsley, Richard Dodson (specializzato in volatili), George Robertson (soggetti terrestri e marine) e Cuthbert Lawton (scene di caccia). L'artista più noto di questo tempo fu William Pegg, un quacchero, famosa per la sua sorprendente pittura floreale: iniziò nel 1797, ma le sue convinzioni religiose lo ha portato alla conclusione che la pittura era peccaminosa e lasciò nel 1800, per tornare nel 1813, e lasciare di nuovo nel 1820.
Nonostante il buon lavoro il periodo di Kean fu negativo e la società passò un periodo finanziario negativo.
William Duesbury III, nato nel 1790, figlio di William Duesbury II, rilevò la fabbrica quando raggiunse la maggiore età e Kean, avendo venduto la sua quota al suocero, nonno di William Duesbury, il signor Sheffield: gli affari continuarono sotto il nome di Duesbury & Sheffield.

## Robert Bloor

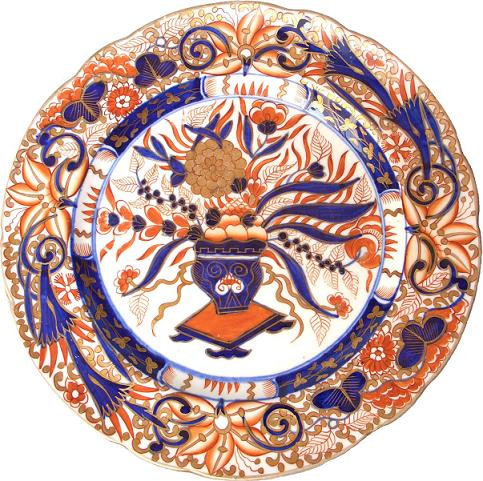
Piatto Crown Derby in stile Imari, XIX secolo

Nel 1815 la fabbrica fu affittata ad un rappresentante dell'impresa nonché impiegato, Robert Bloor, e i Duesburys non ebbero più parte negli affari. Bloor fece grandi debiti per essere in grado di effettuare i pagamenti richiesti, ma si dimostrò di essere un grande uomo d'affari, capace di recuperare le perdite e poggiare gli affari su una solida base finanziaria. Egli possedeva anche una conoscenza approfondita dell'importanza del lato estetico negli affari, e sotto di lui la fabbrica produceva oggetti riccamente colorati ed elegantemente disegnati, tra cui coloratissimi disegni giapponesi imari, in genere dotati di intricati motivi geometrici a strati con vari disegni floreali. Questi motivi si dimostrarono estremamente durevoli e popolari, e Derby continuò a prosperare.
Nel 1845, tuttavia, Bloor morì, e dopo tre anni sotto Thomas Clarke la fabbrica chiuse nel 1848.

## King Street
Un gruppo di ex dipendenti aprirono una fabbrica a King Street e continuò ad usare i fondi di magazzino, i modelli e gli  stampi dell'ex azienda, anche se non il nome, in modo da mantenere in vita le tradizioni del raffinato artigianato di Derby. Nessun processo meccanico era utilizzato, e non ci furono due pezzi prodotti esattamente uguali. Tra gli oggetti conservati ci fu la ruota da vasaio originale di Duesburys, ancora oggi di proprietà dell'attuale Royal Derby Company.

## Osmaston Road
Nel 1877 una nuova fabbrica venne costruita da nuovi proprietari del nome “Crown Derby” in Osmate Road, sempre a Derby, dando così inizio al periodo moderno della porcellana Derby. I modelli usati divennero immensamente popolare in epoca tardo vittoriana, come i loro disegni ricchi e romantici che incontravano esattamente il gusto popolare del periodo.

## Royal Crown Derby

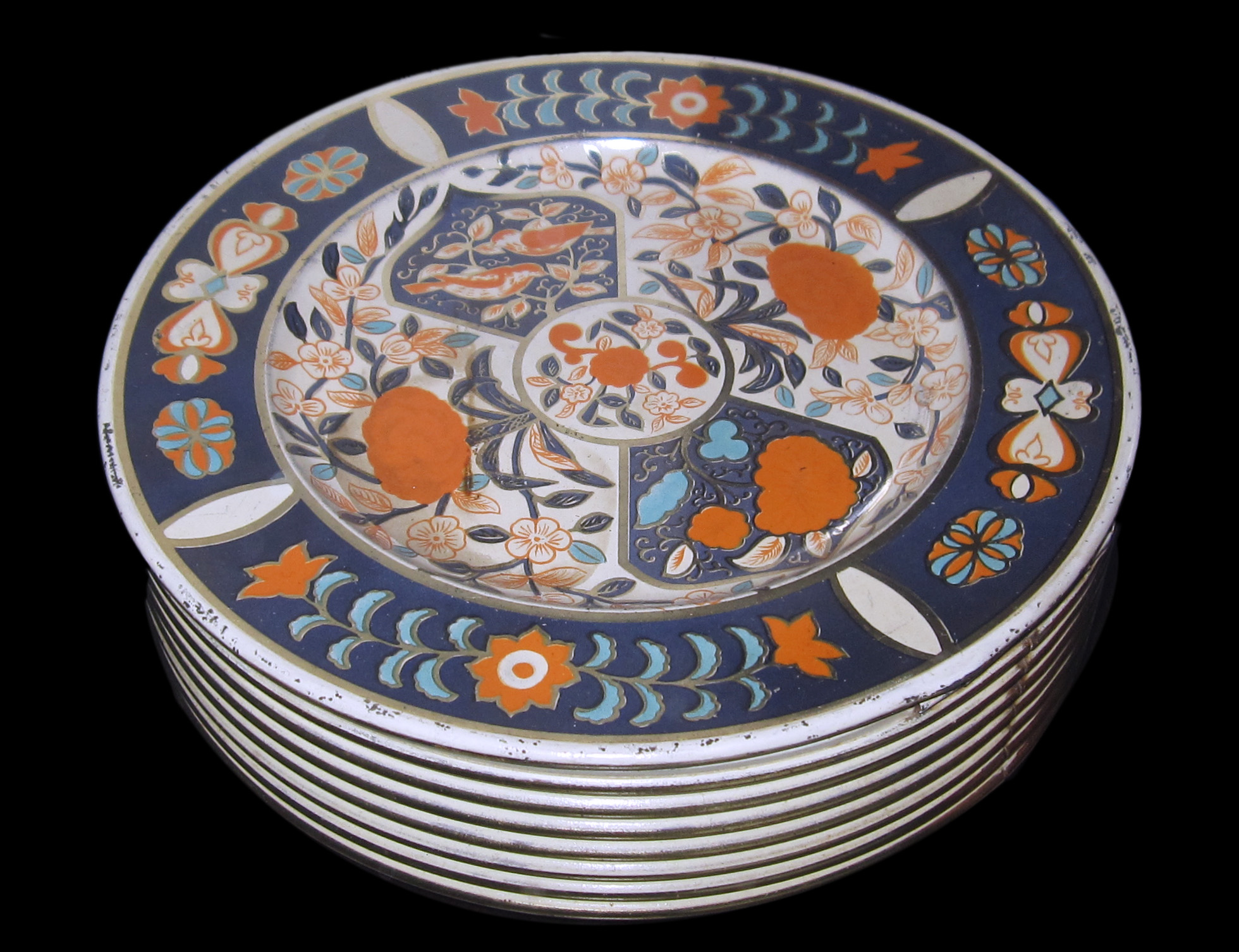
Piattino da biscotti, fatto da Hudson Scott & Sons per la Huntley & Palmers, 1906

Nel 1890, la regina Vittoria concesse alla Crown Derby l'essere “costruttori di porcellana di Sua Maestà" e rendendoli "Fornitori della Real Casa" gli concesse il nome di "The Royal Crown Derby Porcelain Company".
Nel 1935 la Royal Crown Derby acquistò lo stabilimento di King Street, in modo da riunire i due filoni degli affari.

## Allied Potteries
Nel 1964, la società fu acquisita da S. Pearson & Figlio e divenne parte del gruppo Allied English Potteries Group, per poi essere acquisito dalla Royal Doulton.

## Royal Crown Derby (II)
Nel 2000, Hugh Gibson, un ex direttore della Royal Doulton e membro della famiglia Pearson, acquistò tutte le azioni della fabbrica, facendo della Royal Crown Derby ancora una volta una azienda indipendente e di proprietà privata, che nel 2006 impiegava circa 300 persone. Le attuali linee di prodotto presenti includono i fermacarte, introdotto nel 1981 e immensamente popolari. Royal Crown Derby continua anche a produrre modelli in stile Imari, che si distinguono per i colori ricchi e le intricate doratura: tra queste le stoviglie gamme Old Imari, Traditional Imari, Red Aves, Blu Mikado, e Olde Avesbury.
Il Royal Crown Derby Visitor Centre di Derby dispone di un museo di oggetti in porcellana, e offre il tour della fabbrica, un negozio di souvenir e un ristorante; oltre a questo, un'importante esposizione delle porcellane è presso il Derby Museum and Art Gallery .